# Ларссон, Макс
Макс Карл Петер Ларссон (швед. Max Karl Peter Larsson; род. 7 июля 2003) — шведский футболист, защитник клуба «Вестерос».

## Клубная карьера
Футболом начал заниматься в «Вестерос ИК», откуда в 2017 году перешёл в академию «Вестероса». В июле 2021 года подписал с клубом первый профессиональный контракт. В начале сентября того же года отправился на правах аренды до конца сезона в «ИФК Эскильстуна», выступающий во втором дивизионе. После возвращения из аренды стал привлекаться к тренировкам с основным составом «Вестероса». Первую игру за клуб в Суперэттане провёл 2 апреля 2022 года против «Броммапойкарны». В феврале 2023 года продлил контракт с клубом. В сезоне 2023 года «Вестерос» занял первое место в турнирной таблице и вышел в Алльсвенскан. 1 апреля во встрече первого тура с АИК Ларссон дебютировал за клуб в чемпионате Швеции, появившись на поле в стартовом составе.

## Клубная статистика
| Выступление      | Выступление      | Выступление      | Лига | Лига | Кубки | Кубки | Конт. кубки | Конт. кубки | Итого | Итого |
| Клуб             | Лига             | Сезон            | Игры | Голы | Игры  | Голы  | Игры        | Голы        | Игры  | Голы  |
| ---------------- | ---------------- | ---------------- | ---- | ---- | ----- | ----- | ----------- | ----------- | ----- | ----- |
| ИФК Эскильстуна  | Дивизион 2       | 2021             | 9    | 1    | 0     | 0     | 0           | 0           | 9     | 1     |
| ИФК Эскильстуна  | Итого            | Итого            | 9    | 1    | 0     | 0     | 0           | 0           | 9     | 1     |
| Вестерос         | Суперэттан       | 2022             | 27   | 2    | 1     | 0     | 0           | 0           | 28    | 2     |
| Вестерос         | Суперэттан       | 2023             | 26   | 4    | 3     | 0     | 0           | 0           | 29    | 4     |
| Вестерос         | Алльсвенскан     | 2024             | 1    | 0    | 3     | 0     | 0           | 0           | 4     | 0     |
| Вестерос         | Итого            | Итого            | 54   | 6    | 7     | 0     | 0           | 0           | 61    | 6     |
| Всего за карьеру | Всего за карьеру | Всего за карьеру | 63   | 7    | 7     | 0     | 0           | 0           | 70    | 7     |